# Patrick Ruto
Patrick Ruto (10 december 1986) is een Keniaanse badmintonspeler. Hij speelt met Daniel Opondo en met Himesh Patel mannendubbel. Met Opondo staat hij 309e en met Patel 195e op de wereldranglijst. Hij speelt met Rita Njeri Ndungu gemengd dubbel.

## Resultaten
| Datum | Enkel/dubbelspel  | Toernooi                 | Resultaat      |
| ----- | ----------------- | ------------------------ | -------------- |
| 2007  | Dubbel met Patel  | WK                       | 1/64           |
| 2007  | Enkel             | All Africa Championships | Achtste finale |
| 2007  | Dubbel met Opondo | All Africa Championships | Achtste finale |
| 2007  | Mixed met Ndungu  | All Africa Championships | Achtste finale |
| 2007  | Enkel             | Mauritius International  | 1/64           |
| 2007  | Mixed met Ndungu  | Mauritius International  | Achtste finale |
| 2007  | Dubbel met Patel  | Kenia International      | Halve finale   |
| 2006  | Dubbel met ???    | Kenia International      | 2e             |
| 2006  | Mixed met Ndungu  | Kenia International      | Achtste finale |
| 2005  | Enkel             | Kenia International      | 1/32           |

## WK 2007
Het enige WK waar hij aan meedeed was in Maleisië in 2007. Hij speelde alleen de dubbel. Hij verloor met 21-5 en 21-13 van het Amerikaanse duo Howard Bach en Khan Bob Malaythong.